# John Crammond
John Gordon Crammond (ur. 5 lipca 1906 w Egremont, zm. 18 września 1978 w Sevenoaks) – brytyjski skeletonista, brązowy medalista olimpijski.

## Kariera
Podczas drugich w historii olimpijskich zawodów skeletonowych rozgrywanych na igrzyskach w Sankt Moritz w 1948 roku zajął trzecie miejsce i zdobył brązowy medal. W zawodach tych wyprzedzili go jedynie Włoch Nino Bibbia oraz Jack Heaton z USA. Był to jego pierwszy i jedyny w karierze start na zimowych igrzyskach olimpijskich. W momencie startu miał 41 lat, co czyni go najstarszym w historii medalistą zimowych igrzysk olimpijskich w skeletonie.
W czasie II wojny światowej Crammond służył w Royal Air Force. Po zakończeniu kariery sportowej został dziennikarzem sportowym piszącym o sportach zimowych w brytyjskim tygodniku The Observer.